# Кюлятювя
Кюлятювя (ест. Küllätüvä), також Кюллатова, Кюллатува, Кюллату, Таммеору, Тамме — село в Естонії, входить до складу волості Меремяе, повіту Вирумаа.